# João Ferreira Prego
João Ferreira Prego ComC, 1.º Barão de Samora Correia, foi um empresário agrícola português.

## Biografia
Ignoram-se circunstâncias pessoais e familiares, a não ser que era Fidalgo da Casa Real, Proprietário, Lavrador e Comendador da Real Ordem Militar de Nosso Senhor Jesus Cristo.
O título de 1.º Barão de Samora Correia foi-lhe concedido por Decreto de D. Maria II de Portugal de 22 de Agosto de 1846. Armas, concedidas por Alvará de dia desconhecido de Novembro de 1856 a Joaquim Pedro Ferreira, cujo parentesco com o 1.º Barão de Samora Correia se ignora: escudo esquartelado: o 1.º Ferreira, o 2.º Gomes, o 3.º Prego e o 4.º Fernandes; timbre: Ferreira; coroa de Barão.

## Descendência
Não casou, mas deixou de mãe incógnita um filho legitimado, que lhe sucedeu, e duas filhas: 
- José Ferreira Prego, 2.º Barão de Samora Correia
- Francisca Rosa de Borja Prego, casada com José Gomes Ferreira, Negociante de grosso trato em Lisboa, pais de: 
  - Mariana Francisca Ferreira, casada em 1826 com seu primo José Correia Godinho da Costa (Tábua, Oliveira de Fazemão, 25 de Novembro de 1787 - Lisboa, 17 de Março de 1869), 1.º Visconde de Correia Godinho, com geração
- Ana Rufina Prego, casada com Joaquim Pedro Ferreira, Fidalgo Cavaleiro da Casa Real e Negociante de grosso trato na praça de Lisboa, pais de: 
  - Adelaide Prego Ferreira, casada em Lisboa a 5 de Novembro de 1857 com seu primo-irmão José Correia da Costa Godinho (Castelo Branco, 22 de Maio de 1827 - ?), 2.º Visconde de Correia Godinho, irmão do 1.º Visconde de Rio Sado, com geração